# Філіппо Романья
Філіппо Романья (італ. Filippo Romagna; нар. 26 травня 1997, Фано) — італійський футболіст, захисник клубу «Сассуоло».
Виступав за молодіжну збірну Італії.

## Клубна кар'єра
Народився 26 травня 1997 року в місті Фано. Почав грати у футбол в дитячій команді «Фанелла» в 2003 році. Пізніше приєднався до «Ріміні», а в 2011 році перейшов в юнацький склад «Ювентуса».
В серпні 2016 року був відданий в оренду в клуб «Новара», який виступав у Серії Б, за який дебютував 22 жовтня, вийшовши на заміну в домашньому матчі проти «Авелліно 1912». 29 листопада Романья відіграв повний матч 4-го раунду Кубка Італії проти «К'єво», що завершився поразкою «Новари» з рахунком 0:3. Всього футболіст в цілому зіграв за команду 5 матчів у всіх турнірах. У січні 2017 року Романья був відданий в нову оренду в інший клуб Серії B — Брешію, зігравши до кінця сезону ще 14 матчів.
28 липня 2017 року Романья перейшов у «Кальярі», уклавши з клубом п'ятирічний контракт. Сума трансферу склала близько 7,6 млн євро. Перший матч за нову команду футболіст зіграв 17 вересня 2017 року, вийшовши на заміну в кінцівці матчу Серії A проти СПАЛа. Протягом сезону Романья зіграв в 1 матчі Кубка Італії і 23 матчах чемпіонату, а його команда завершила сезон на 15-му місці та врятувалась від вильоту. За два сезони відіграв за головну команду Сардинії 41 матч в національному чемпіонаті.
2 вересня 2019 року був орендований клубом «Сассуоло». За рік, 17 вересня 2020 року уклав із ним повноцінний контракт. Період кар'єри гравця, проведений у цій команді, був затьмарений важкою травмою, яка фактично залишила його на декілька років поза грою.
Дещо відновивши ігрові кондиції, влітку 2023 року на правах оренди перейшов до друголігової «Реджяни».

## Виступи за збірні
Романья виступав за юнацькі збірні Італії різного віку. У складі збірної до 19 років Філіппо в 2016 році взяв участь в юнацькому чемпіонаті Європи. Будучи капітаном збірної, він відіграв на турнірі 5 матчів, а Італія дійшла до фіналу, де поступилася Франції з рахунком 0:4.
Влітку 2017 року Романья в складі збірної Італії до 20 років взяв участь у молодіжному чемпіонаті світу в Південній Кореї. Захисник зіграв у 6 матчах своєї команди з 7, пропустивши перший матч групового етапу. Збірна Італії посіла на турнірі третє місце, програвши у півфіналі Англії і перемігши у матчі за третє місце Уругвай.
1 вересня 2017 року Романья дебютував у складі молодіжної збірної Італії до 21 року, вийшовши на заміну у другому таймі товариського матчу проти Іспанії, який закінчився поразкою італійців з рахунком 0:3. У її складі поїхав на домашній молодіжний чемпіонат Європи 2019 року.

## Статистика виступів

### Статистика клубних виступів
Станом на 3 вересня 2023
| Сезон                | Команда              | Чемпіонат            | Чемпіонат | Чемпіонат | Національний кубок | Національний кубок | Національний кубок | Континентальні кубки | Континентальні кубки | Континентальні кубки | Інші змагання | Інші змагання | Інші змагання | Усього | Усього |
| Сезон                | Команда              | Ліга                 | Ігор      | Голів     | Ліга               | Ігор               | Голів              | Ліга                 | Ігор                 | Голів                | Ліга          | Ігор          | Голів         | Ігор   | Голів  |
| -------------------- | -------------------- | -------------------- | --------- | --------- | ------------------ | ------------------ | ------------------ | -------------------- | -------------------- | -------------------- | ------------- | ------------- | ------------- | ------ | ------ |
| 2016–17              | «Новара»             | B                    | 4         | 0         | КІ                 | 1                  | 0                  | -                    | -                    | -                    | -             | -             | -             | 5      | 0      |
| 2016–17              | «Брешія»             | B                    | 14        | 0         | КІ                 | -                  | -                  | -                    | -                    | -                    | -             | -             | -             | 14     | 0      |
| 2017–18              | «Кальярі»            | A                    | 23        | 0         | КІ                 | 1                  | 0                  | -                    | -                    | -                    | -             | -             | -             | 24     | 0      |
| 2018–19              | «Кальярі»            | A                    | 18        | 0         | КІ                 | 3                  | 0                  | -                    | -                    | -                    | -             | -             | -             | 21     | 0      |
| Усього за «Кальярі»  | Усього за «Кальярі»  | Усього за «Кальярі»  | 41        | 0         |                    | 4                  | 0                  |                      | -                    | -                    |               | -             | -             | 45     | 0      |
| 2019–20              | «Сассуоло»           | A                    | 18        | 0         | КІ                 | 0                  | 0                  | -                    | -                    | -                    | -             | -             | -             | 18     | 0      |
| 2020–21              | «Сассуоло»           | A                    | 0         | 0         | КІ                 | 0                  | 0                  | -                    | -                    | -                    | -             | -             | -             | 0      | 0      |
| 2021–22              | «Сассуоло»           | A                    | 0         | 0         | КІ                 | 0                  | 0                  | -                    | -                    | -                    | -             | -             | -             | 0      | 0      |
| 2022–23              | «Сассуоло»           | A                    | 2         | 0         | КІ                 | 0                  | 0                  | -                    | -                    | -                    | -             | -             | -             | 2      | 0      |
| Усього за «Сассуоло» | Усього за «Сассуоло» | Усього за «Сассуоло» | 20        | 0         |                    | 0                  | 0                  |                      | -                    | -                    |               | -             | -             | 20     | 0      |
| 2023–24              | «Реджяна»            | B                    | 4         | 0         | КІ                 | 2                  | 0                  | -                    | -                    | -                    | -             | -             | -             | 6      | 0      |
| Усього за кар'єру    | Усього за кар'єру    | Усього за кар'єру    | 83        | 0         |                    | 7                  | 0                  |                      | -                    | -                    |               | -             | -             | 90     | 0      |